# Morisawa Kana
Morisawa Kana (森沢 かな 9 tháng 5 năm 1992 –) là một nữ diễn viên khiêu dâm và YouTuber người Nhật Bản. Cô thuộc về công ti T-Powers.

## Sự nghiệp
13/7/2012, cô ra mắt ngành phim khiêu dâm dưới tên Iioka Kanako. Cô đã xếp thứ 10 trong bảng xếp hạng nữ diễn viên khiêu dâm hàng năm năm 2015 của DMM. Trong cùng năm, cô đã đổi công ti chủ quản. Từ tháng 2/2016, cô bắt đầu hoạt động đóng phim dưới tên Morisawa Kana.
Cô bắt đầu sử dụng Twitter vào tháng 5/2019, tuy nhiên trước đó cô đã không hoạt động trên mạng xã hội, điều đã trở thành một bí ẩn đối với người hâm mộ. Ngay sau đó, cô đã liên tục tổ chức các sự kiện dành cho người hâm mộ. 
Trên TwitCasting, cô đã tìm kiếm tên gọi cho người hâm mộ của mình. Sau khi thảo luận, cô đã chọn tên "Kanani~zu" (かなにぃず。) 
Bắt đầu từ TikTok và YouTube, cô đã mở rộng hoạt động trên các nền tảng và hiện đang thử sức trong nhiều lĩnh vực khác. 
Ngoài ra, Kana cũng đã bác bỏ thông tin rằng cô đến từ Ehime.
Mùa hè năm 2020, cô đã thực hiện gọi vốn cộng đồng để phát hành sách ảnh đầu tiên của cô, và sau khi đạt được mục tiêu dài hạn, cô cũng sẽ tổ chức một buổi triển lãm ảnh vào tháng 4/2021.
Tháng 7/2021, cô đã trình diễn trên sân khấu để kỉ niệm 9 năm vào ngành.
Cô đã xếp thứ 10 trong bảng xếp hạng nữ diễn viên khiêu dâm nửa đầu năm 2023 theo thông cáo hàng tháng của FANZA.
Tháng 9/2023, cô đã xếp thứ 4 trong bảng xếp hạng nữ diễn viên khiêu dâm hàng tháng của sàn bán hàng qua bưu điện của FANZA.